# Sfalerit

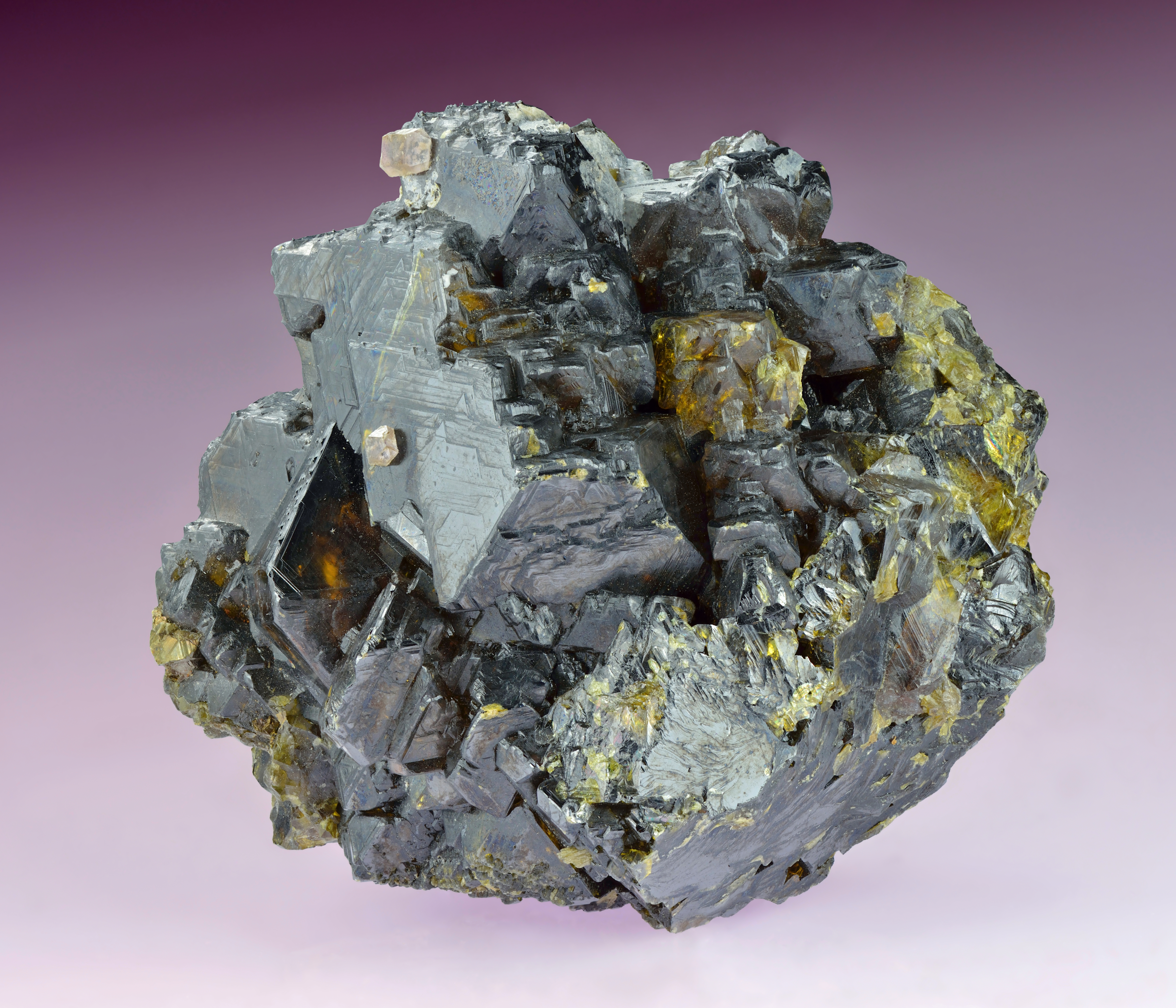
Sfalerit

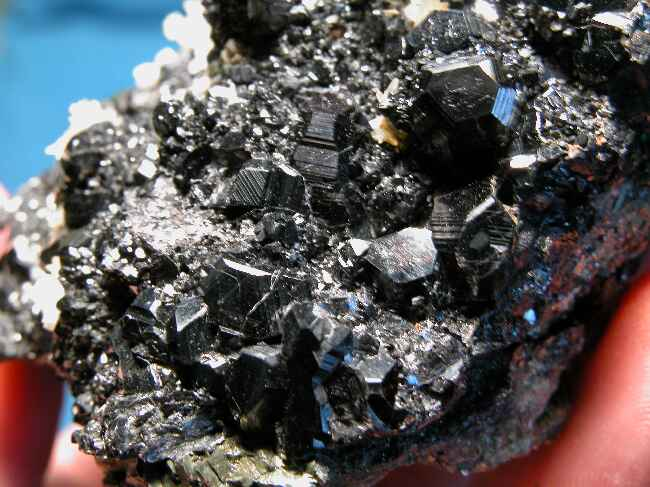
Sfalerit

Sfalerit (Glocker, 1847), chemický vzorec ZnS, systematický název sulfid zinečnatý (dříve též sirník zinečnatý) je krychlový minerál. Název pochází z řeckého sphaleros – klamný, protože tmavé odrůdy připomínaly galenit, ale neobsahovaly žádné olovo. Starší český název je blejno zinkové.

## Původ
Vzniká na hydrotermálních rudních žilách, dále původ magmatický, pegmatiticko-pneumatolytický a sedimentární. Nejtypičtějším výskytem sfaleritu jsou hydrotermální rudní žíly, nejčastěji Pb-Zn (galenit-sfalerit). Sfalerit dále vzniká v bazických magmatitech jako tzv. likvační rudy, na podmořských vulkánech, v metamorfitech (stratiformní ložiska), ve skarnech a v greisenech. Méně často vzniká také v některých typech sedimentů.

## Morfologie
Krystaly, zrnité, zemité, masivní i kolomorfní agregáty, často vrstevnatě různobarevné. Krystaly mají tvar tetraedru nebo dodekaedru, často dvojčatí.

## Vlastnosti
- Fyzikální vlastnosti: Tvrdost 3,5–4, křehký, hustota 3,9–4,2 g/cm³, štěpnost výborná podle {110}, lom nepravidelný. Sfalerit má stejnou strukturu jako diamant a další vzácné sulfidy, selenidy a telluridy ze skupiny sfaleritu.
- Optické vlastnosti: Barva: Světlehnědá až tmavohnědá, červenohnědá, červená, zelená, žlutozelená, žlutá, bílá, černá – podle příměsí. Lesk diamantový na štěpných plochách, na krystalových plochách skelný, mastný až matný. Průhlednost: průhledný,průsvitný, opakní, vryp bílý, světlehnědý.
- Chemické vlastnosti: Složení: Zn 67,06 %, S 32,94 %, příměsi Fe, Cd, Sn, Pb, Ag, Hg, Mn, In, Ti, Ga, Ge. Před dmuchavkou praská, netaví se, na uhlí dává bílý nálet. Rozpustný v HCl a HNO3.

## Odrůdy
- christofit – příměs malého množství železa
- marmatit – příměs železa (až 26 %)
- kleofán – příměs malého množství železa a manganu
- příbramit – příměs kadmia
- brunckit – zemitá odrůda bílé barvy
- gumucionit – malinově červený, kolomorfní

## Podobné minerály
Metacinabarit, kasiterit, granát

## Parageneze

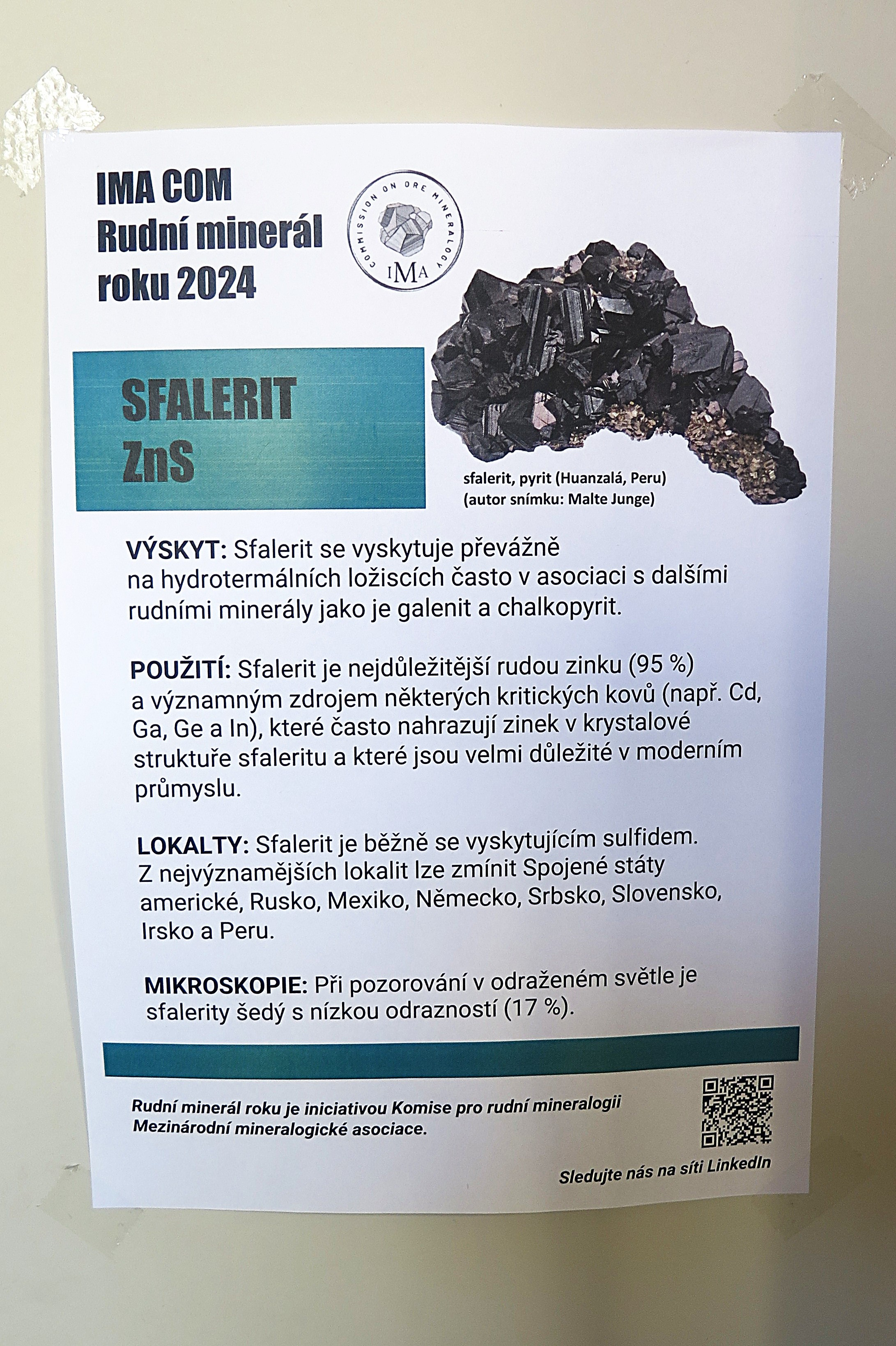
Sfalerit jako "rudní minerál roku 2024" (IMA COM). Plakát na PřF UK v Praze.

Galenit, chalkopyrit, markazit, pyrit, fluorit, baryt, křemen

## Využití
Důležitá ruda zinku, světle zbarvené a průhledné až průsvitné odrůdy používají jako drahé kameny (fasetové brusy, kabošony).

## Naleziště
Hojný minerál.
- Česko – Kutná Hora, Křižanovice, Horní Benešov, Příbram, Stříbro, Ševětín
- Slovensko – Zlatá Baňa, Banská Štiavnica
- Německo – Altenberg u Aachenu, Freiberg, Bensberg u Kolína nad Rýnem
- Rakousko – Binnental
- Rumunsko
- Španělsko
- Barma
- a další.